# Le Pavé de Roubaix 2011
De negende editie van de wielerwedstrijd Le Pavé de Roubaix werd gehouden op 10 april 2011. De start was in Saint-Amand-les-Eaux, de finish in Roubaix. De wedstrijd maakte deel uit van de UCI Juniors Nations' Cup 2011, in de categorie 1.Ncup. In 2010 won de Belg Jasper Stuyven. Deze editie werd gewonnen door de Fransman Florian Sénéchal.

## Uitslag
| Plaats  | Naam                     | Tijd     |
| ------- | ------------------------ | -------- |
| Winnaar | Florian Sénéchal         | 3u04'57" |
| 2       | Alexis Gougeard          | + 1'05"  |
| 3       | Maarten van Trijp        | z.t.     |
| 4       | Jonathan Dibben          | z.t.     |
| 5       | Ruben Zepuntke           | + 1'07"  |
| 6       | Mike De Bie              | + 1'25"  |
| 7       | Ruben Boons              | + 2'52"  |
| 8       | Amaury Capiot            | + 3'22"  |
| 9       | Pierre-Henri Lecuisinier | z.t.     |
| 10      | Joachim Vanreyten        | z.t.     |
| 11      | Vadim Zjoeravlev         | z.t.     |
| 12      | Mihkel Räim              | + 3'23"  |
| 13      | Alexander Kamp           | z.t.     |
| 14      | Matej Mohorič            | z.t.     |
| 15      | Piotr Havik              | z.t.     |
| 16      | Geoffrey Millour         | + 3'24"  |
| 17      | Daan Myngheer            | + 3'26"  |
| 18      | Owain Doull              | + 3'32"  |
| 19      | Patrick Bosman           | + 3'35"  |
| 20      | Kristoffer Skjerping     | + 3'44"  |

2003 · 2004 · 2005 · 2006 · 2007 · 2008 · 2009 · 2010 · 2011 · 2012 · 2013 · 2014 · 2015 · 2016 · 2017 · 2018 · 2019 · 2020 · 2021 · 2022 · 2023 · 2024